# مانويل بانارو
مانويل بانارو (بالإسبانية: Manuel Panaro)‏ لاعب كرة قدم أرجنتيني لعب سابقاً في نادي الشحانية القطري.

## روابط خارجية
- مانويل بانارو على موقع قاعدة بيانات كرة القدم.إي يو (الإنجليزية)
- مانويل بانارو على موقع Soccerway.com (الإنجليزية)